# Льодовий язик

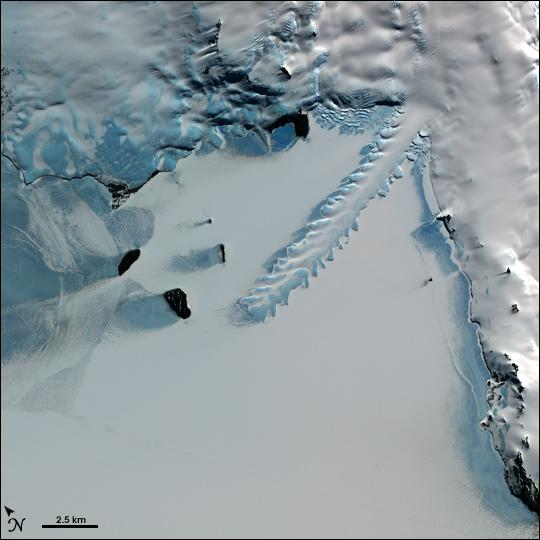
Льодовий язик Еребус в Мак-Мердо (протока)

Льодовий язик — довгий і вузький пласт льоду, що виходить за межі берегової лінії. Утворюється, коли льодовик з долини рухається дуже швидко в море або озеро. Кінець льодового язика  зазвичай плаває на воді.